# هالي إليزابيث غاروود
هالي إليزابيث غاروود (بالإنجليزية: Haley Elizabeth Garwood) (25 أبريل 1940)؛ روائية أمريكية.